# Rugby Club Châteaurenard
Maillots
Actualités
Dernière mise à jour : 13 février 2022.
Le Rugby Club Châteaurenard est un club français de rugby à XV basé à Châteaurenard.
Il évolue actuellement en Fédérale 1 lors de la saison 2024-2025

## Histoire
Le Rugby Club Châteaurenard, un des plus anciens clubs de rugby de la région, vient de la fusion du Stade châteaurenardais et du Gallia en 1945. Après avoir gravi tous les échelons régionaux, le club n'est jamais descendu en deçà de la 2e division fédérale depuis les années 1950.
En 1962, le club quart de finaliste du championnat manque de peu la montée historique en première division.

### Champion de France du groupe B 1992
Le club est champion de France du groupe B en 1992 mais ce titre ne lui permet pas encore d'accéder à l'élite réduite de 40 à 32 clubs.
Il doit donc passer par les barrages qu'il perd 11-3 contre Valence d'Agen.
Le 31 mai 1992 au Stade Marcel-Guillermoz à Romans-sur-Isère devant 9 000 spectateurs, le RC Châteaurenard s'impose 15-4 contre l'US Oyonnax.
Composition de l'équipe championne
1‌5 ‌Delabre
14 Genin 13 Liadouze 12 Pauzier 11 Cottet (Chatelain)
10 Boileau 9 Piazza (cap.)
7 Thiers (Ginard) 8 Van der Walt 6 M.Prospero
5 Leipp 4 S.Prospero
3 Casanova 2 Baloy 1 Bellezza (Glories)

### Champion de France du groupe B 1994
De nouveau champion de France du groupe B en 1994, Il connaît alors sa première accession en groupe A au cours de la saison 1994-1995 où il a l’honneur d’affronter le champion de France toulousain. « Châto », comme on surnomme le club fait preuve d'une constance remarquable au plus haut niveau des clubs amateurs français.
Le 5 juin 1994 au Stade du Sélery à Colomiers devant 7 000 spectateurs, le RC Châteaurenard s'impose 22-21 contre Saint-Paul sports.
Composition de l'équipe championne
1‌5 Vaufreydaz
14 Genin 13 Liadouze 12 Delabre 11 Monier
10 Boileau (cap.) 9 Béranger
7 Dubois (Konieck) 8 Van der Walt 6 M.Prospero
5 Aletti (S.Prospero) 4 Beney
3 Casanova 2 Baloy 1 Bellezza

## Palmarès

### Détail du palmarès
| Compétitions nationales | Compétitions jeunes |
| - Champion de France groupe B 1992 et 1994 - Champion de France de Nationale B 1997 - Vainqueur de la coupe de l'Espérance en groupe B 1997 - Champion de France de Fédérale 1 (play-down) : 2007 - Vice-champion de France de Nationale B en groupe B 1998 - Vice-champion de France de Fédérale B 2017 Défaite contre le C.A. Lannemezan : finale perdue par Châteaurenard 12 à 09 sur le terrain de Gruissan - Champion de France de Fédérale B 2018 Vainqueur contre Boucau Tarnos Stade (BTS) : finale gagnée 25 à 21 après prolongations (score fin de match 18 à 18) | - Champion de Provence 2018 - Champion de Provence 2017 - Champion de Provence 2016 - Champion de Provence 2015 - Champion de Provence Reichel 2001 |

### Finales disputées
| Date        | Vainqueur        | Finaliste         | Score   | Lieu                                      | Spectateurs |
| ----------- | ---------------- | ----------------- | ------- | ----------------------------------------- | ----------- |
| 31 mai 1992 | RC Châteaurenard | US Oyonnax        | 15 - 4  | Stade Marcel-Guillermoz, Romans-sur-Isère | 9 000       |
| 5 juin 1994 | RC Châteaurenard | Saint-Paul sports | 22 - 21 | Stade du Sélery, Colomiers                | 7 000       |

## Personnalités du club

### Joueurs célèbres
- Jean-Claude Noble  : vainqueur du  Grand Chelem 1968
- Michel Fabre  : ancien champion de France avec Béziers
- Hervé Chabowski  : ancien joueur international français
- Richard Zago  : ancien joueur du Stade montois, FC Grenoble et RC Toulon
- Michel Konieck  : ancien joueur et capitaine de l'USAP
- Éric Piazza  : ancien champion de France avec Béziers
- José Rackoto  : ancien joueur international de Madagascar
- Gheorghe Solomie  : 40 sélections avec l'équipe de Roumanie
- Levan Tsabadze  : ancien capitaine de l’équipe de Géorgie
- Bernard Viviès  : entraîneur adjoint de l’équipe de France, ancien entraîneur de Châteaurenard
- Joffrey Michel  : ancien joueur de l'USAP et actuel joueur de Montpellier
- Vincent Martin  : ancien joueur de Toulon et actuel joueur de Biarritz

### Entraîneurs
- 1975-1976 : Roland Crancée
- 1988-1991 : Henri Mioch
- 1991-1994 : Daniel Saubier
- 1994-1995 : Daniel Saubier et Bernard Viviès
- 1995-1996 : Gérard Verdoulet et Claude Mourrut
- 1996-1997 : Manu Diaz, Michel Fabre et Claude Mourrut
- 1997-1998 : Manu Diaz et Claude Mourrut
- 1998-2000 : Gérald Boileau et Jean-Marc Pigeaud
- 2000-2002 : François Anne et Dominique Bertrand
- 2002-2003 : Michel Bernard, Pierre Ferri, Adrien Negre et Bernard Roche
- Arnaud Vercruysse et Sébastien Jolet
- Stanislas Durand et Philippe Gensana
- Ivan Vaufreydas et Philippe Gensana